# Explosões em Tianjin em 2015
As explosões na cidade portuária de Tianjin foram uma série de explosões que se produziram em um terminal de contêineres com produtos inflamáveis na cidade portuária de Tianjin, no norte da China no dia 12 de agosto de 2015.

## Registro cronológico
Foi informado que pelo menos 173 pessoas morreram na série de explosões ocorridas num terminal de contêineres com produtos inflamáveis na cidade Tianjin. Além disso, em 13 de agosto de 2015, a agência de notícias estatal Xinhua relatou que mais de 700 pessoas foram hospitalizadas, 71 em estado crítico e dezenas de bombeiros estão desaparecidos. De fato, das primeiras 50 pessoas confirmadas mortas, 12 eram bombeiros.